# جان فرانسوا باش
جان فرانسوا باش (بالفرنسية: Jean-François Bach)‏ هو عالم مناعة وطبيب فرنسي، ولد في 8 يونيو 1940 في Yvré-l'Évêque ‏ في فرنسا.